# Euryglossina aurantia
Euryglossina aurantia är en biart som beskrevs av Exley 1969. Euryglossina aurantia ingår i släktet Euryglossina och familjen korttungebin. Inga underarter finns listade i Catalogue of Life.

## Bildgalleri

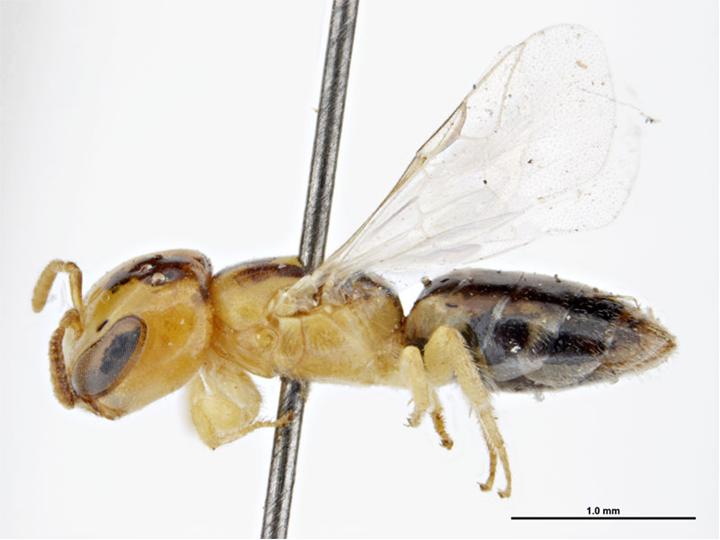